# Новиков, Иван Алексеевич (Герой Социалистического Труда)
Иван Алексеевич Новиков (28 апреля 1912, Коршево, Центрально-Чернозёмная область — 16 октября 1964) — бригадир тракторной бригады Шишовской МТС Бобровского района Воронежской области, Герой Социалистического Труда.
Родился 28 апреля 1912 года в селе Коршево Бобровского уезда Воронежской губернии.
Получил начальное образование. С 1930 года работал в колхозе в родном селе. С 1934 года, после окончания механизаторских курсов — тракторист Шишовской машинотракторной станции (МТС) (директор — Матрёна Фёдоровна Тимашова).
В 1941 году возглавил тракторную бригаду, за которой было закреплено 324 гектара пашни колхоза имени Будённого. В 1946 году награждён медалью «За доблестный труд в Великой Отечественной войне».
В 1947 году его бригада получила урожайность ржи 22,7 центнера с гектара на площади 176 га.
Указом Президиума Верховного Совета СССР от 7 мая 1948 года за получение высоких урожаев пшеницы присвоено звание Героя Социалистического Труда с вручением ордена Ленина и золотой медали «Серп и Молот».
Награждён орденом Трудового Красного Знамени (15.01.1957).
После ликвидации МТС с 1958 года работал механиком-контролёром Шишовского отделения районной «Сельхозтехники». Погиб в результате несчастного случая на производстве 16 октября 1964 года.
Член партии с 1939 года. Избирался членом Воронежского обкома КПСС.
Его именем названа улица в селе Шишовка.